# 空港

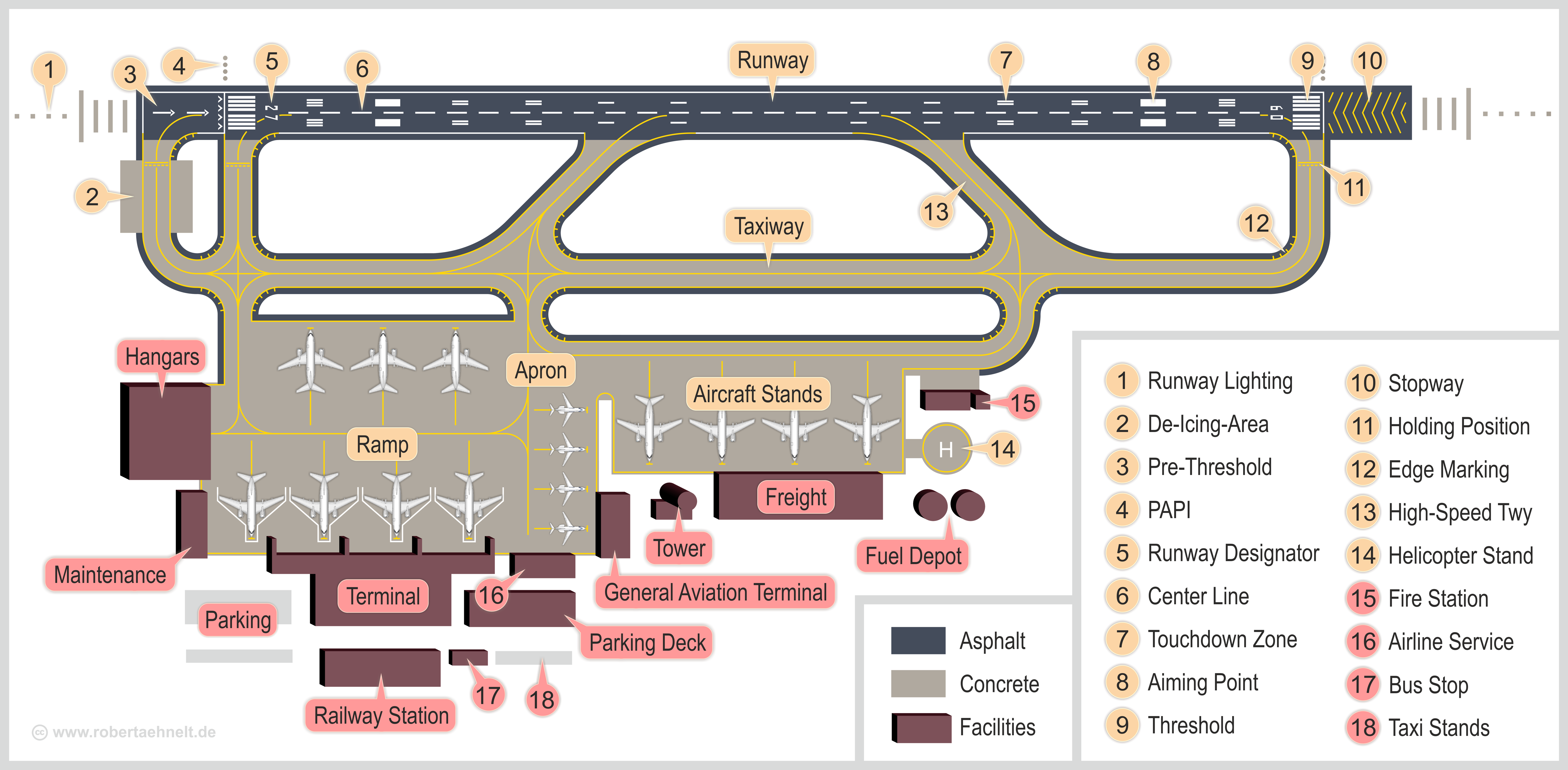
空港の設備例

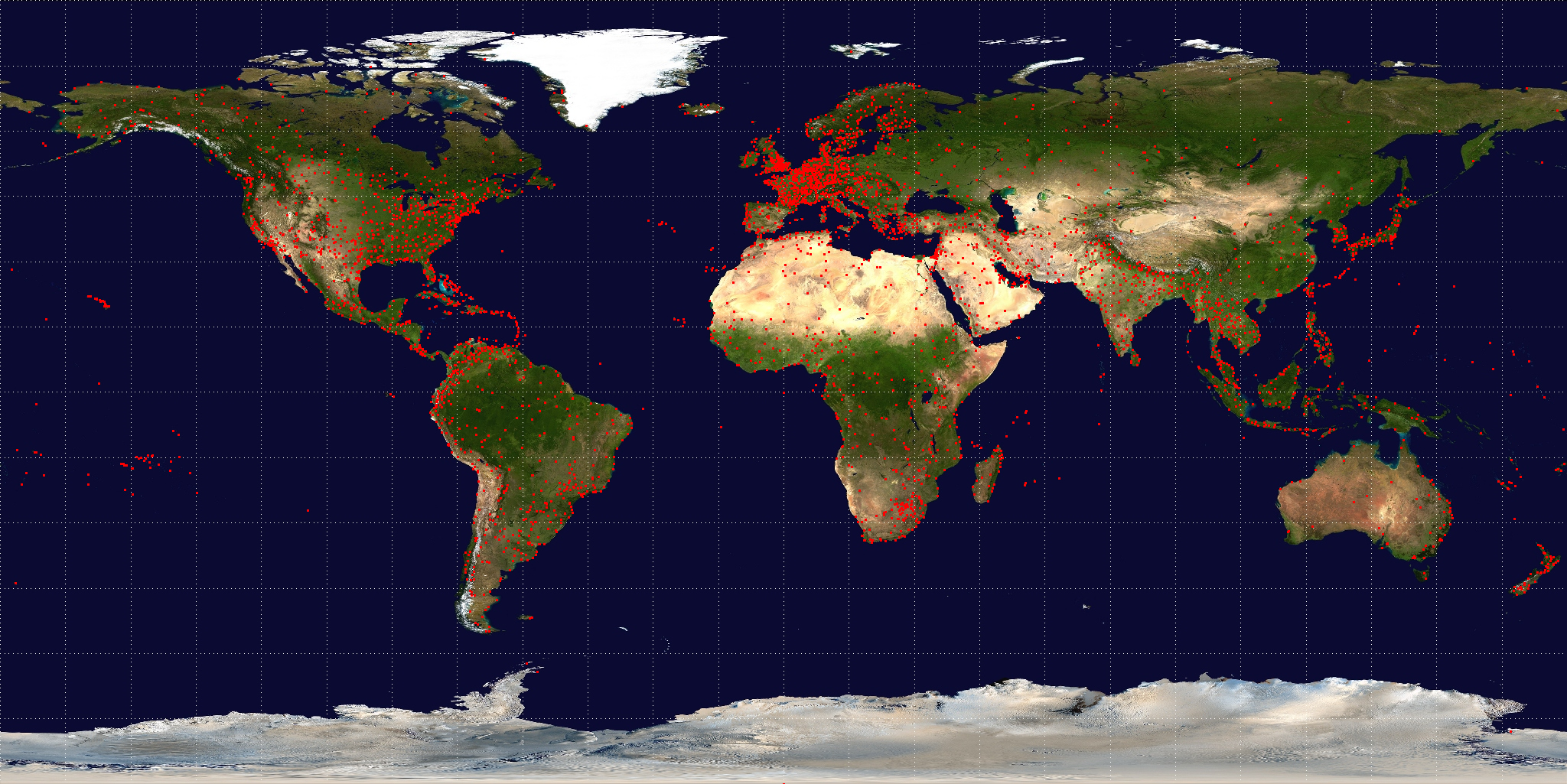
2008年の空港分布図

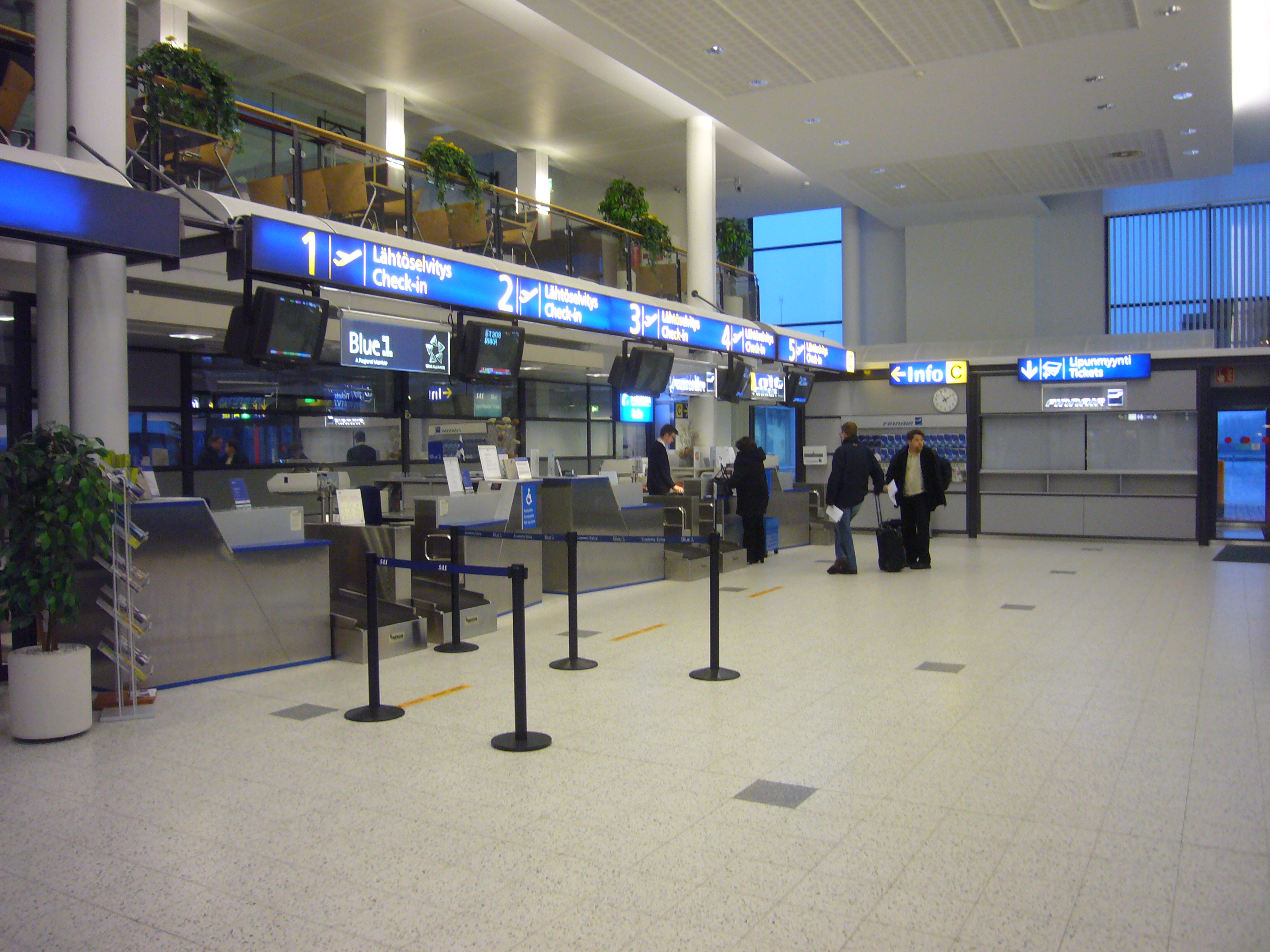
フィンランド、クオピオ近くのシーリンヤルヴィのクオピオ空港

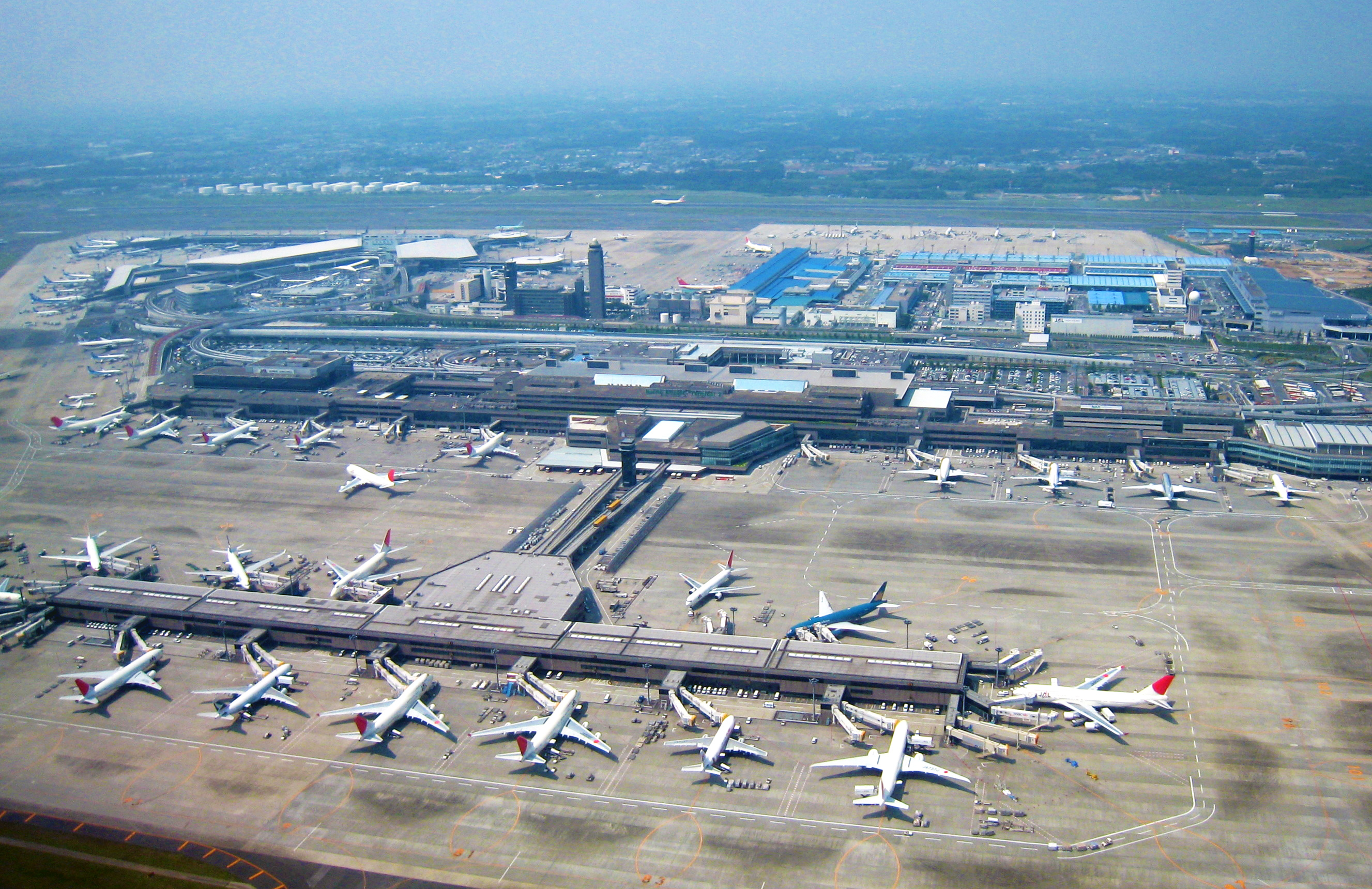
成田国際空港（日本）

空港（くうこう、英: Airport）とは、公共の用に供する飛行場のことである。一般的な実態は主に旅客機・貨物機などの民間航空機の離着陸に用いる飛行場内の施設である。その名のとおり、海運における港のような機能をもつ施設であり、空港という日本語自体が英語 Airport（空の港）の直訳である。
2009年時点でアメリカ中央情報局がまとめた報告によると、「上空から確認できる空港あるいは飛行場」は、全世界に約44000箇所あり、その内の15095箇所は米国内にあり、米国が世界でもっとも多い。

## 空港の役割
空港には、下記のような機能が要求される。
- 航空機の離着陸
- 旅客や荷物の積み降ろし
- 航空機の整備・補給能力
- 旅客・荷物の集配拠点

## 空港の設備
空港にはさまざまな設備が設置されている。ただし空港によっては一部の設備がない場合もある。

### 離着陸に必要な設備

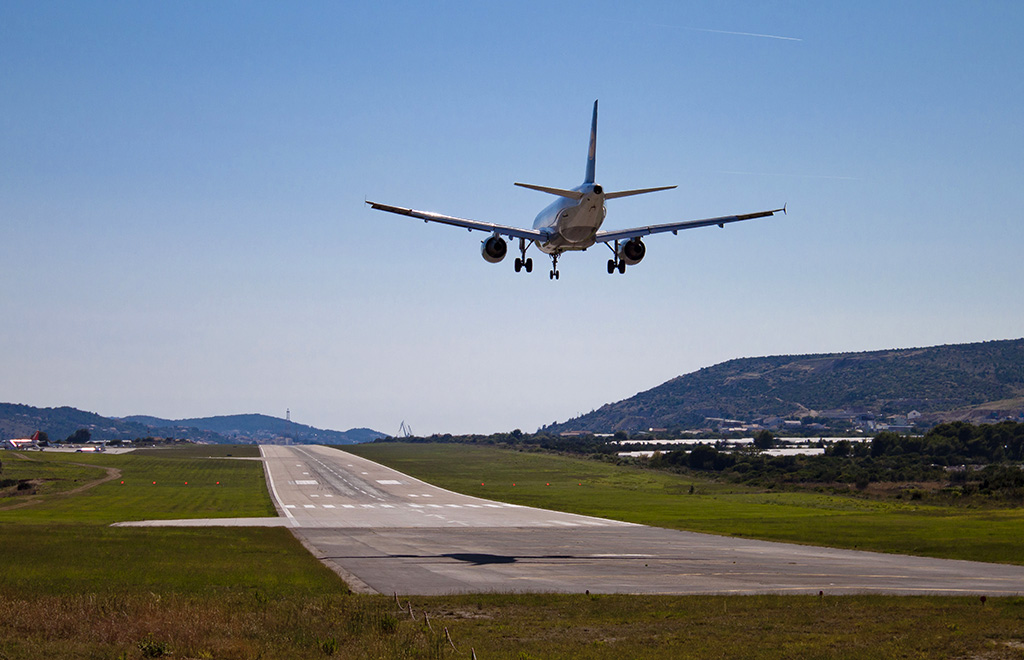
滑走路に着陸する航空機

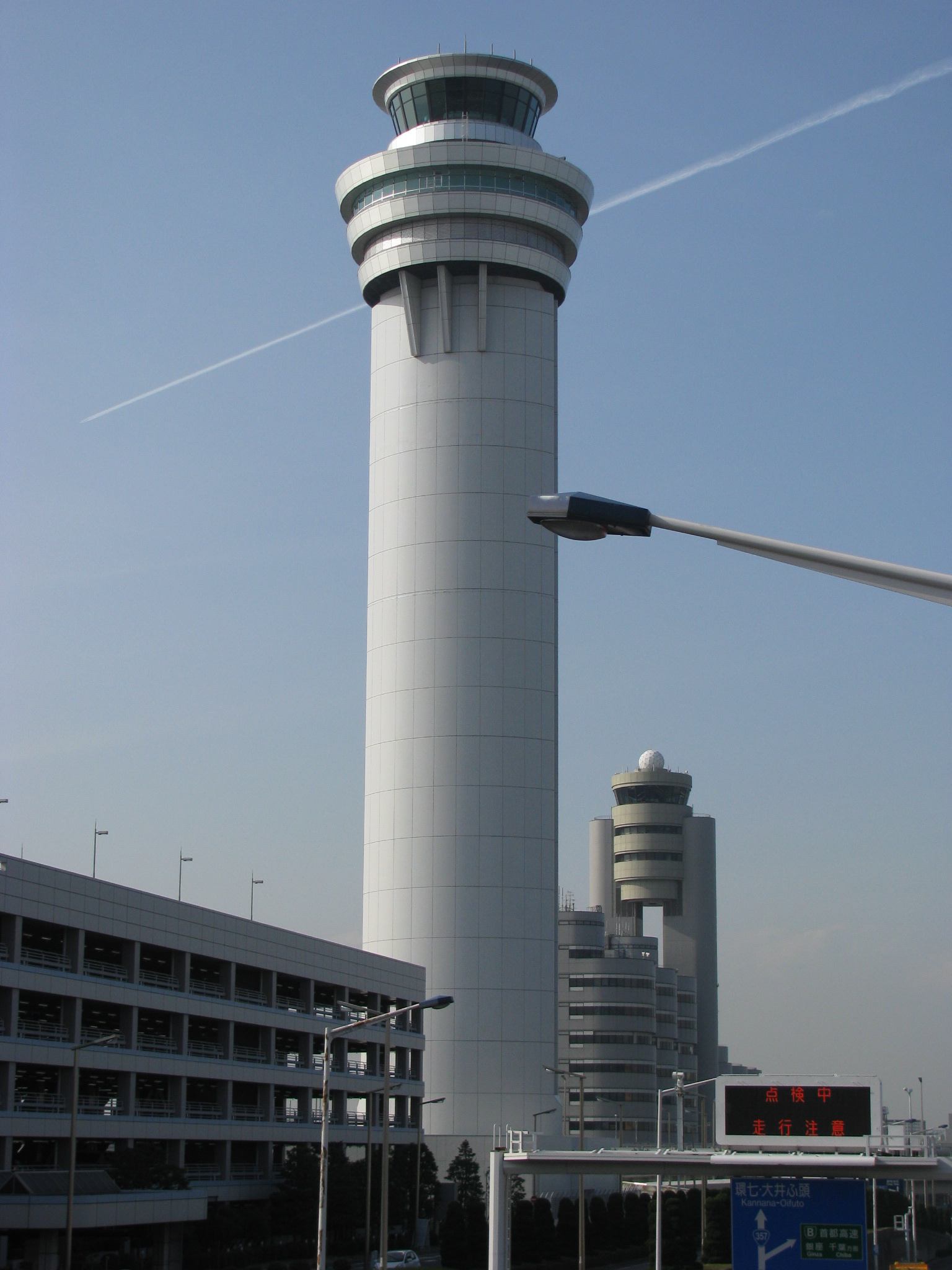
管制塔 (東京国際空港)

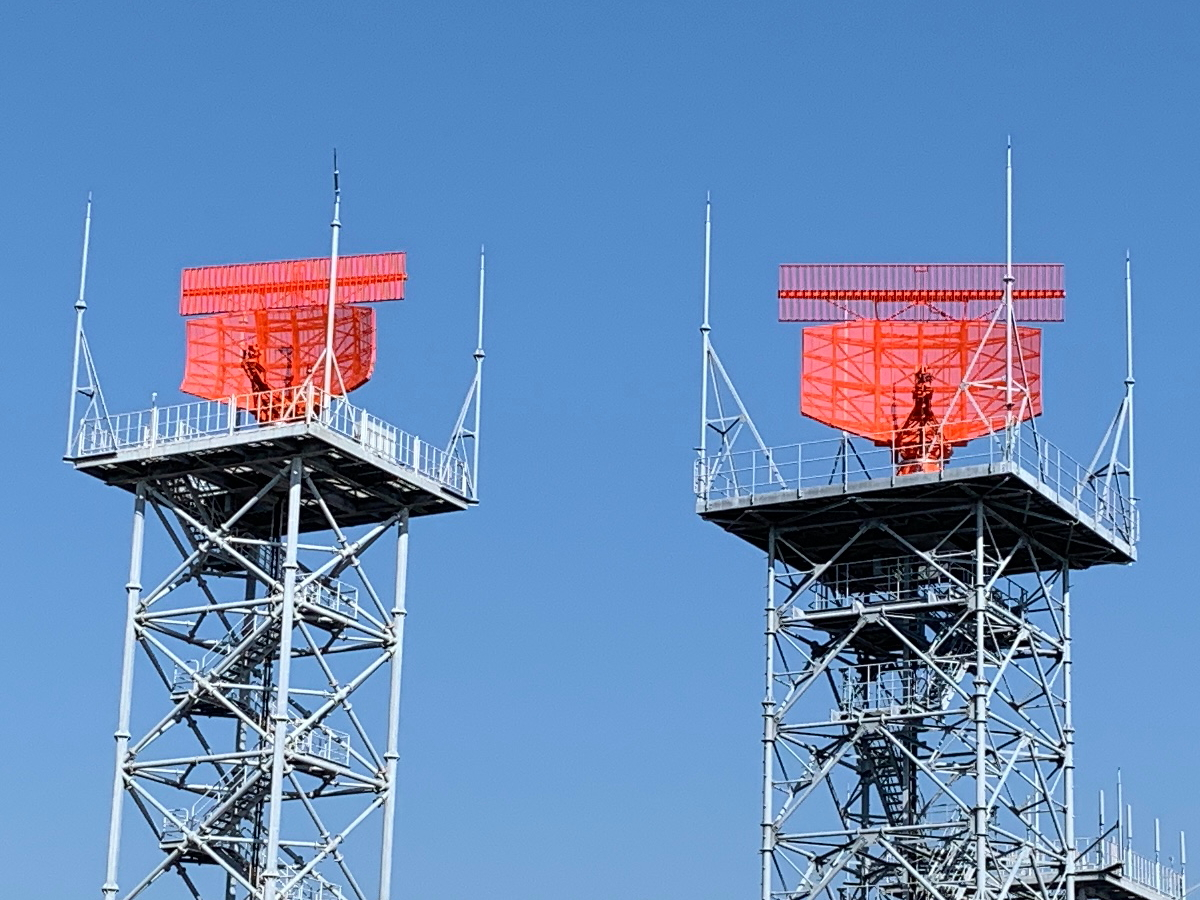
空港監視レーダー塔の2次監視レーダー（上）と1次監視レーダー（下）

離着陸に必要な設備として、着陸誘導設備などの無線関係施設、滑走路、着陸帯、誘導路、管制塔などがある。また目に見える設備ではないが、離陸着陸時に航空機が安全に飛行できる標準計器出発方式・標準計器到着方式・空域も不可欠である。
滑走路
使用する航空機に必要な長さ・幅・強度を有し、かつ必要な照明類を装備した平坦な滑走路は、空港の最重要設備である。滑走路の端部には万が一の場合に備えて過走帯が設けられる。
誘導路
航空機が滑走路とターミナル地区（エプロン）の間を円滑に導くために設けられる。
管制塔
離着陸する航空機を順序良く安全に誘導し指示を出す設備・管制官が配置された建物。
レーダー
空港周辺空域を飛行する航空機の位置を探索する空港監視レーダーおよび航空機と交信してコールサインや飛行高度などの情報を得る2次レーダーから得られた情報を基に、管制官は航空機に対して指示を行う。また、地上を移動する航空機や車両の位置を探索する空港面探知レーダーを装備する空港もある。
無線送受信装置
管制官と航空機が無線交信を行うためのアンテナ。
航空灯火
航空機の航行を援助するための施設。航空保安施設法によって定義され、航空灯台、飛行場灯火、航空障害灯に区分されている。
着陸誘導装置
着陸する航空機が正しい方向・降下角で接近できるように誘導する装置。装置の誘導によって着陸機は正しく滑走路の中心線上の着陸ポイントまで導かれる。
電波標識
航行する航空機に方位や空港からの距離を知らせる装置。多くの空港はVOR/DMEまたはVORTACを装備している。
気象観測施設
航空機を安全に離着陸させるためには、空港での気象観測データが不可欠である。大小を問わず、ほとんどすべての空港で気象観測が行われている。気温・露点温度・風向・風速・滑走路視距離・雲底高度・視程・天気・気圧などの気象要素が、器械による自動観測、あるいは人間による目視観測、またはそれらの両方により観測されている。これらの気象観測の結果は、主にMETAR形式で通報され、飛行場管制官や飛行援助センターに無線で問い合わせる事ができるほか、一部の空港ではATISで放送されている。航空機は最大の揚力を得るため、向かい風で離着陸するのが望ましい。また、着陸中の操縦士は瞬間的な風の変動についての情報を必要とするため、滑走路の両端には風向灯も設置されている。

### 旅客や荷物の積み降ろし設備

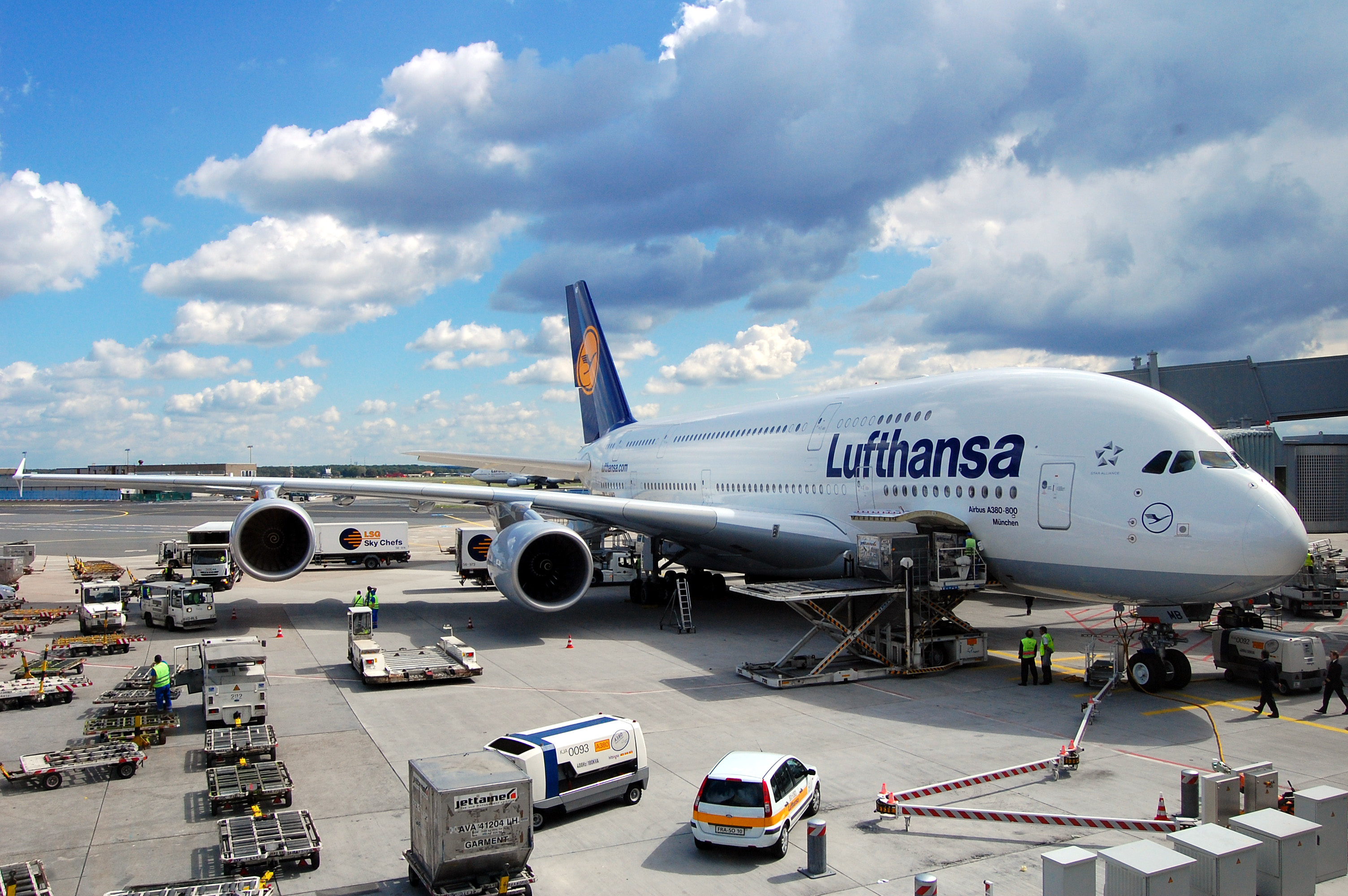
フランクフルト空港におけるルフトハンザドイツ航空のA380-841型機のグランドハンドリング

空港のターミナルビルでは、旅客への搭乗券の発行、手荷物の受け渡し、搭乗前の航空保安検査などの業務を行っている。ターミナルビルと滑走路の間には駐機場が並ぶエプロンがある。ターミナルビルと航空機の間は、専用の橋状構造物（ボーディング・ブリッジ）またはタラップを利用する。大型旅客機や貨物機の場合、荷物はほとんど専用コンテナに収められ専用の車両によって積み降ろしが行われる。
付属する施設としては、出発便待ち客や乗り継ぎ客、見送り客が快適に過ごせるような待合室・ロビー・VIP用空港ラウンジがあり、レストラン・売店などが併設されている。これに加えて国際空港には税関、出入国管理、検疫に関する設備が必要となる。
空港の一角には、航空貨物の積み下ろしのための施設が集まる貨物地区も設けられている。トラックなどで届く農産品や機械部品などの貨物を荷下ろしし、保管し、航空コンテナに詰め替えるための上屋などが集積している。さらに倉庫と航空機の間の荷役を行うグランドハンドリングなどの運送業者、輸出入を請け負う貨物代理店、エア・フレイト・フォワーダー、通関業者などの事務所や税関・検疫などの庁舎も集まっている。

### 整備・補給能力

ハンガー

大きな空港には航空機整備のための設備と人員が配置されており、定期点検や日常点検が行われている。また、燃料や旅客のための水・食料を補給し、トイレを含む客室内を整理・清掃する設備・人員が配置される。

### 航空機が安全に飛行できる周辺空域
航空機が発着するために、一般に空港周辺には標準計器出発方式・標準計器到着方式といった離着陸コースやトラフィックパターンが設定されている。そのため、空港周辺には障害物が何もない空域が必要である。
各国の規定によって、空港を中心とする円柱状の空域、滑走路から直線状に伸びる空域、特に離着陸機が多く通過する専用の空域が設定されており、これらの空域では地上の建造物・設置物に高さの制限がある場合が多い。日本では、これらの空域は管制圏あるいは特別管制区と呼ばれる。

### 市街中心部との連絡
空港は、航空機の発着のための広い敷地と、さらに広大な空域を必要とし、騒音問題もあることから、大都市から少し離れた郊外や海上に設置されることがある。そこで空港と市街中心部を結ぶ道路・鉄道・モノレール・橋梁・航路が同時に計画・建設されることが多い。

## 空港の経営主体
設置者と運営者はそれぞれの空港により異なる。例えば、国、空港公団などの公共法人、地方公共団体、第三セクター（半官半民会社）、民間会社などである。また、空港の運営者とターミナルビルの運営者とは異なる場合もある。空港の運営は主に空港使用料によって行われるが、航空機燃料税などの歳入や国や自治体による補助金で賄われる場合もある。
国際航空運送協会の調査では2018年現在、世界全体で約14％が民営とされる。
日本では、2010年代にはいってからコンセッション方式により空港の運営権を民間へ売却する取り組みが進められ、2016年には仙台空港が民営化された。
日本の空港の経営を行う主な会社は以下のとおり。
- 国管理空港のターミナルビルに係る空港使用料を収入源とする空港機能施設事業者
  - 日本空港ビルデング株式会社
  - 東京国際空港ターミナル株式会社
  - 北海道エアポート株式会社
  - 那覇空港ビルディング株式会社
- 空港使用料を収入源とする空港会社
  - 成田国際空港株式会社
  - 関西エアポート株式会社
  - 中部国際空港株式会社
  - 仙台国際空港株式会社

## 計画
空港を新しく設置する際は航空旅客の需要予測を行い、次に対応する航空機を選定してから空港の規模や容量を決定する。
需要予測にあたっては自動車や鉄道など他の交通手段で用いられる交通計画の手法が適用できる。需要予測の方法は時系列による分析や、回帰分析や四段階推定法が用いられる。
航空機の選定にあたっては、空域の制限や空港の容量、発生する騒音の面からなるべく大型化した方が望ましい。
ここまでで決定された情報を基に滑走路の延長や本数、保安無線施設の種類、誘導路の形状、エプロンに駐機できる数、ターミナル地区の広さなどの空港の規模や容量が定まる。ただし、十分な容量を持たすためには横風・雲高・視程などの気象条件が良好でなければならない。

## 空港の分類

### 場所による分類
- 地上空港
- 海上空港
- 水上空港

### 日本の分類

#### 空港法による分類
日本においては空港法により、大きく4つに分類され、拠点空港はさらに3つに分類される。
- 拠点空港
  - 会社管理空港
  - 国管理空港
  - 特定地方管理空港
- 地方管理空港
- 共用空港
- その他の飛行場

#### 関税法による分類
航空貨物の扱いに関し、関税法により、空港は税関空港とそれ以外の不開港に分かれる。

#### 管制サービスによる分類
日本の空港における航空交通管制業務の提供方法には、次の3つの形態がある。
- 管制空港
- レディオ空港
- リモート空港

### アメリカでの分類
連邦航空局によって以下のような分類の仕方がある。
- 主要空港
  - 大型ハブ空港
  - 中型ハブ空港
  - 小型ハブ空港
  - 非ハブ空港
- 非主要空港

## 空港の職員
役割の近い役所の職員が対応しているが、近年では一部業務を民間企業に委託している国もある。（ ）内には日本における職員の所属を示した。国際線の本数の少ない地方の空港では、最寄の地方出入国在留管理局や税関などから職員が出張して対応することになる。
自衛隊が管理する飛行場では自衛官が業務を行っている。
- 社長、総裁、理事 - 経営の総責任者
- 空港長 - 運航（航空管制）、設備、施設、航空会社間の調整など、管理の総責任者
- CIQ（税関、出入国管理、検疫）に関わる職員
  - 入国審査官（法務省職員）
  - 入国警備官（法務省職員）
  - 税関職員（財務省職員）
  - 検疫所職員（厚生労働省職員）
  - 動物検疫所職員（農林水産省職員）
  - 植物防疫所職員（農林水産省職員）
  - 検査員 - 手荷物を検査する職員。航空会社から委託を受けた民間会社の社員。
- 管制・気象
  - 航空管制官または航空管制運航情報官および航空管制技術官（国土交通省職員）
  - 気象予報官（気象庁職員。拠点空港のみ）
  - 気象観測員（気象庁職員、自治体職員など）
- 警備・消防
  - 空港警備派出所勤務の警察官（警視庁、道府県警察本部の警察官）
  - 空港消防隊員（自治体消防、あるいは民間企業に委託される場合もある）
  - 警備員（空港と契約した警備会社の社員）
- 整備
  - 航空整備士
- 駐機場
  - マーシャラー
  - トーイングカー、タラップ車などの運転士
  - バードパトロール - バードストライクの原因となる鳥を追い払う職員
- 空港の職員
  - 空港事務所職員（国土交通省職員など。国が設置している空港以外では、それぞれの設置者が管理を行う）
  - 航空会社の社員（グランドスタッフ、運航管理者）
  - 空港ビルに入る店舗の従業員

## 環境問題
空港周辺では騒音、排気ガスによる大気汚染や悪臭、振動、電波障害などが生じる。騒音問題は、日本国内では第二次世界大戦後の軍用基地周辺でまず発生し、その後は東京国際空港や大阪国際空港では発着規制が行われるなどしている。